# Голубая стрела (мультфильм)
«Голубая стрела» — советский кукольный мультфильм, созданный режиссёрами Иосифом Доукшей и Майей Бузиновой в 1985 году по мотивам сказки Джанни Родари «Путешествие „Голубой стрелы“».

## Сюжет
Фея Бефана собирает новогодние подарки, но тут появляется бедный мальчик Франческо, мечтающий о заводном поезде «Голубая Стрела». Фея отказала ему. Игрушки из магазина Феи — кукла Роза, Индейский вождь, Генерал, плюшевый медведь, щенок Кнопка и обезьяна — сбегают на поиски мальчика.

## Создатели
- Автор сценария — О. Шведова
- Режиссёры: Иосиф Доукша, Майя Бузинова
- Художник-постановщик — Галина Беда
- Оператор — Игорь Рогачевский
- Композитор — Виктор Бабушкин
- Звукооператор — Виталий Азаровский
- Мультипликаторы: Майя Бузинова, Алла Соловьёва, Татьяна Молодова
- Куклы изготовили:
  - Геннадий Богачёв
  - Елена Покровская
  - Юрий Одинцов
  - Александра Мулюкина
  - Виктор Слетков
  - Борис Караваев
  - Анатолий Кузнецов
  - Надежда Лярская
  - Анатолий Гнединский
  - Валерий Петров
- Монтажёр — Светлана Симухина
- Редактор — Алиса Феодориди
- Директор — Е. Бобровская

## Роли озвучивали
- Татьяна Пельтцер — фея Бефана
- Людмила Гнилова — Франческо / обезьянка / плюшевый мишка
- Татьяна Божок — щенок Кнопка
- Юрий Медведев — деревянный генерал
- Светлана Травкина — кукла Роза
- Станислав Федосов — индеец / машинист

## Отличия от книги
- Мультфильм, в отличие от сюжета, лишён грустных и трогательных сцен, в том числе появления сердца у куклы и хозяина у медвежонка.
- Также полностью убрана тема смерти.
- В книге Фея летает на метле, а в мультфильме — на зонтике (ср. Мэри Поппинс).
- Отсутствуют Сидячий Пилот, Полубородый капитан и горничная Тереза.
- Добавлен такой персонаж, как обезьянка.
- Изменён финал. «Двигатель сюжета» — электрическая железная дорога с поездом «Голубая стрела» — находит «своего» ребёнка последней, и в книге достаётся бедному сыну стрелочника, предотвратившему крушение поезда. В фильме же поезд возвращается в город и устраивается под ёлкой на площади.